# 韋斯萊廷德峰
72°10′S 3°2′W / 72.167°S 3.033°W
韋斯萊廷德峰，是南極洲的山峰，位於毛德皇后地的瑪塔公主海岸，處於艾于赫峰東南面6公里，屬於阿爾曼嶺的一部分，挪威製圖師根據探險隊的測量和拍攝的空中照片繪入地圖，現時由南極條約體系管理。